# Viktoria Hösl
Viktoria Hösl (* 2. Juni 1902 in München; †  9. Mai 1953 ebenda) war eine bayerische Politikerin (KPD) und Widerstandskämpferin gegen den Nationalsozialismus.

## Leben
Viktoria Hösl wuchs bei Pflegeeltern in Kirchenthumbach auf. Nach der Volksschule arbeitete sie zuerst als Haushaltshilfe und ab 1923, als ihr Sohn Herbert Hösl geboren wurde, als Fabrikarbeiterin in München. Dort wurde sie Mitglied und Funktionärin der KPD sowie Betriebsrätin bei der Tabakfirma Austria Tabak. Im April 1932 wurde sie für die KPD in den Bayerischen Landtag gewählt, dem sie bis zur Machtergreifung der Nationalsozialisten im Folgejahr angehörte. Im Landtag war sie Mitglied des Ausschusses für Eingaben und Beschwerden.
Am 10. März 1933 wurde Dora, wie Viktoria Hösl überall genannt wurde, verhaftet und drei Jahre lang im Gefängnis München-Stadelheim gefangen gehalten. 1936 wurde sie in das KZ Moringen deportiert. Nach ihrer Freilassung 1937 stand sie unter Polizeiaufsicht. Trotzdem schloss sie sich 1939 dem Widerstandskreis um Josef Römer an, der ab 1940 mit den Berliner Gruppen der Roten Kapelle zusammenarbeitete.
Am 14. März 1942 wurde Viktoria Hösl erneut verhaftet und am 20. Juni 1944 zu drei Jahren Zuchthaus verurteilt. Nach der Befreiung aus dem Zuchthaus heiratete sie Josef Angerer und war wieder für die KPD aktiv tätig. Für die insgesamt siebeneinhalb Jahre Haft erhielt Viktoria Hösl 12.000 Mark Entschädigung. Eigentlich hätte sie auch Anrecht auf eine Rente gehabt, doch der gutachtende Professor, ein ehemaliges NSDAP-Mitglied, meinte, ihr schlechter Gesundheitszustand sei nicht den Haftbedingungen zuzuschreiben, sondern anlagebedingt. Viktoria Hösl starb am 9. Mai 1953 an den Spätfolgen ihrer Haft.